# Ernobius abietis
Ernobius abietis là một loài bọ cánh cứng thuộc chi Ernobius trong họ Ptinidae.